# 가스통 두메르그
가스통 두메르그(Gaston Doumergue, 1863년 8월 1일 ~ 1937년 6월 18일)는 프랑스의 정치인이다. 1913년부터 1914년까지 프랑스의 총리를 지냈고, 1924년부터 1931년까지 프랑스의 대통령을 지냈으며, 그 후 1934년 다시 프랑스의 총리를 잠시 지낸 바 있다.

## 역대 선거 결과
| 선거명      | 직책명 | 대수 | 정당   | 득표율 | 득표수 | 결과 | 당락 |
| ----------- | ------ | ---- | ------ | ------ | ------ | ---- | ---- |
| 1924년 선거 | 대통령 | 13대 | 급진당 | 60.38% | 515표  | 1위  |      |

## 같이 보기
- 1934년 2월 6일 위기